# Więcki, Warmińsko-Mazurskie
Wicki [ˈvjɛnt͡ski] (tiếng Đức: Wenzken) là một ngôi làng thuộc khu hành chính của Gmina Budry, thuộc huyện Węgorzewski, Warmińsko-Mazurskie, ở phía bắc Ba Lan, gần biên giới với tỉnh Kaliningrad của Nga. Nó nằm khoảng 3 kilômét (2 mi)   phía tây Budry, 8 km (5 mi) về phía đông bắc của Węgorzewo và 103 km (64 mi) phía đông bắc của thủ đô khu vực Olsztyn.
Trước năm 1945, khu vực này là một phần của Đức (Đông Phổ).